# Templo Fayuan

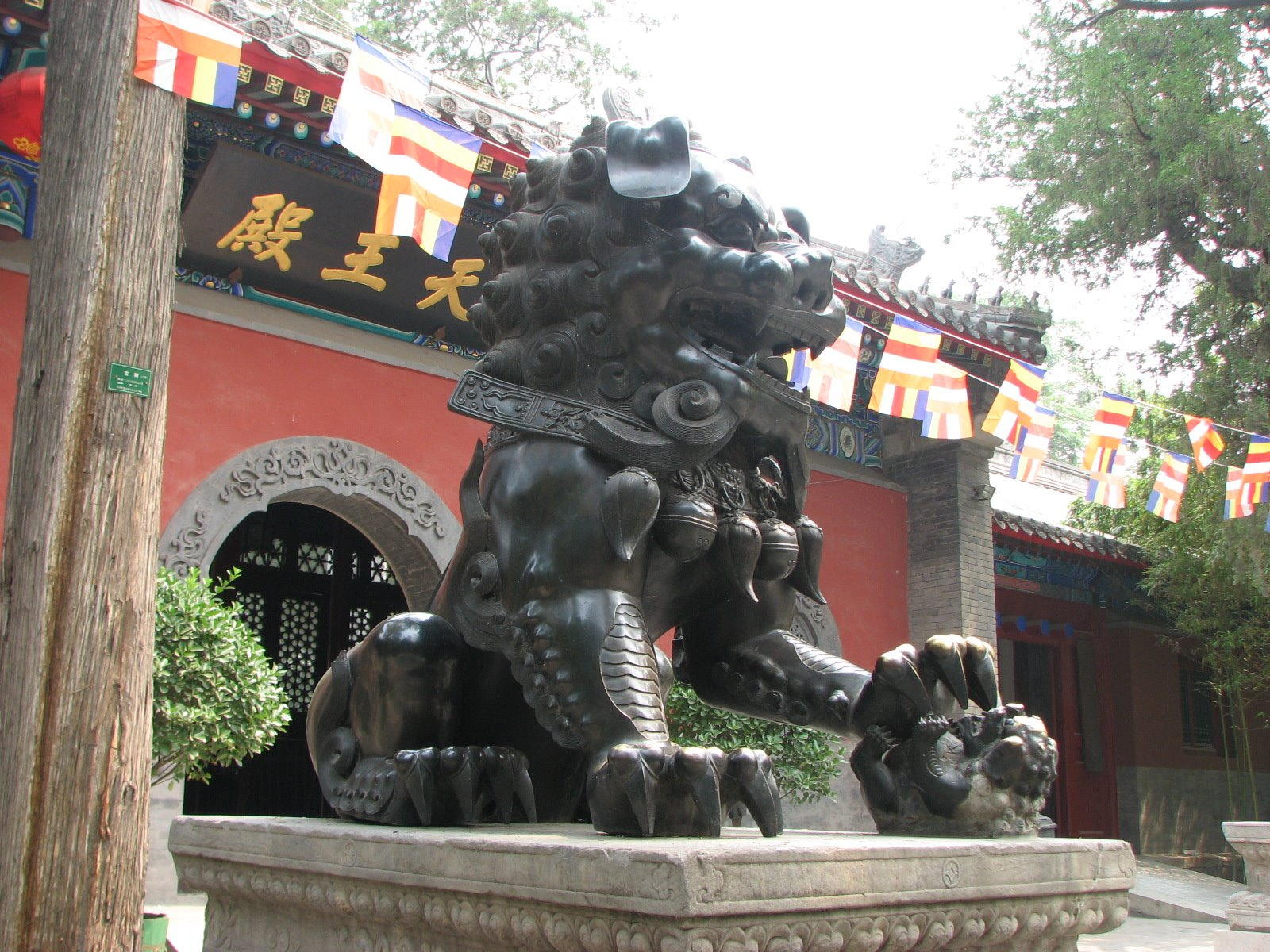
Esculturas de bronce en una de sus entradas.

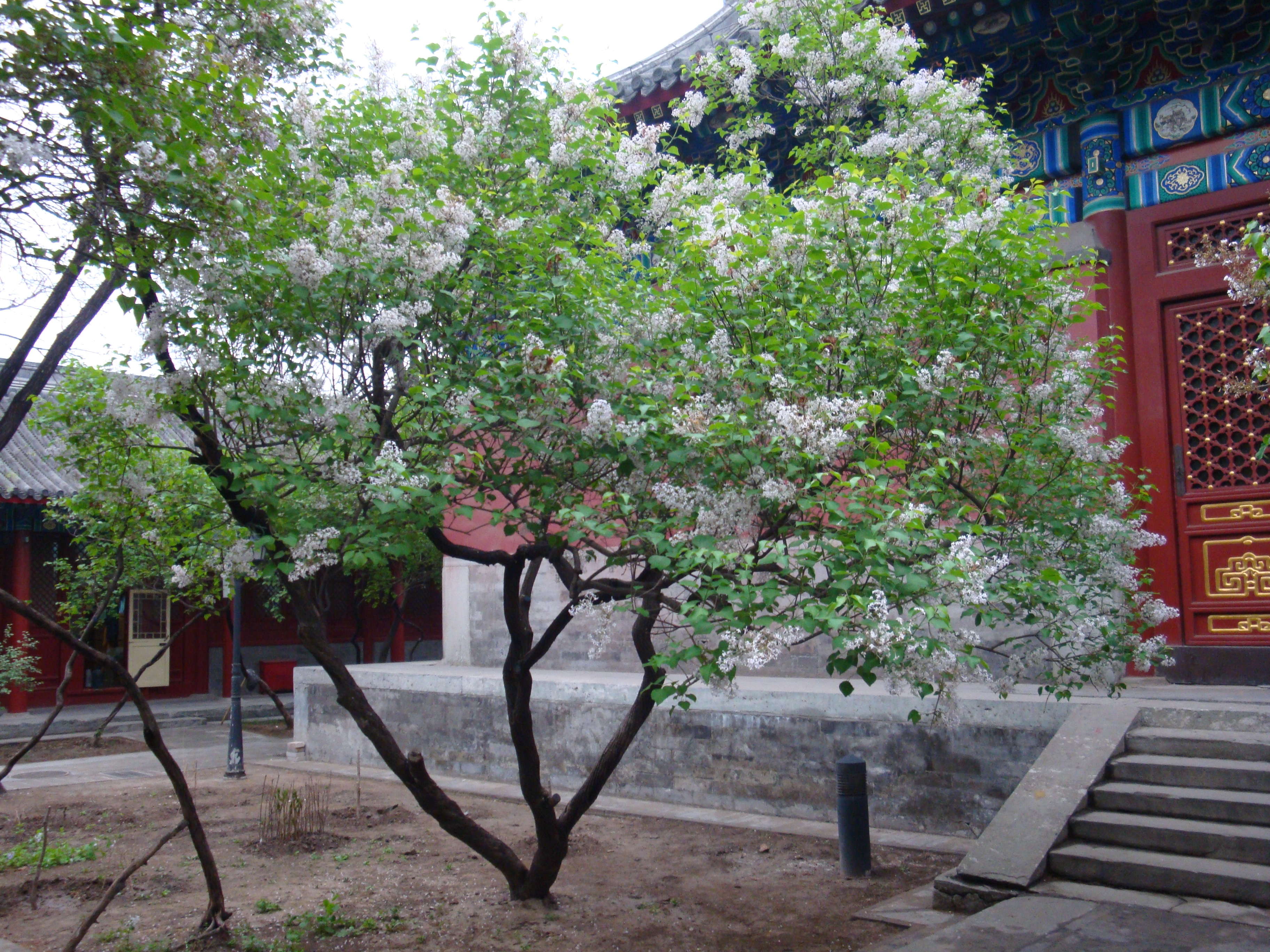

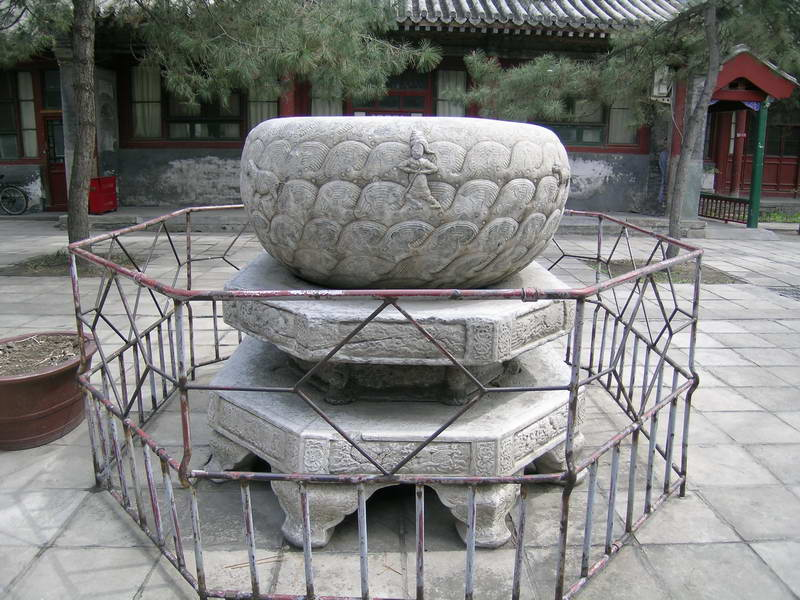

El Templo Fayuan (en chino, 法源寺; pinyin, Fǎyuán Sì) situado en el barrio suroeste del centro de Pekín, es uno de los templos budistas más antiguos y renombrados de la ciudad.

## Historia
El Templo Fayuan, originalmente llamado Templo de Minzhong, fue construido por primera vez en 645 durante la dinastía Tang por el emperador Li Shimin, y posteriormente reconstruido en la época de Zhu Qizhen (1436-1449) de la dinastía Ming. El emperador Li Shimin fundó el templo para conmemorar a sus soldados que murieron en su campaña contra Goguryeo. El templo ocupa un área de 6.700 metros cuadrados. El templo también contiene un gran número de reliquias culturales, incluyendo esculturas de antiguos bronces, leones de piedra, así como figuras doradas de los tres Budas. El templo también cuenta con un gran número de textos budistas de las dinastías Ming y Qing.

## Estructura
Tiene una disposición general compacta y los edificios están dispuestos a lo largo del eje central simétricamente. Los edificios principales incluyen la Puerta del Templo, el Salón del Rey Celestial, el Salón Principal, el Salón de la Gran Compasión, el Salón de los Sutras y las Torres de las Campanas y los Tambores.
A ambos lados de la Puerta del Templo se encuentran la Torre de la Campana y la Torre del Tambor respectivamente. El Salón Principal, que es magnífico y sagrado, alberga las estatuas de los tres santos de la Escuela de Adoración de las Flores: Vairochana, Manjushri, y Samantabhadra. El Salón de la Gran Compasión alberga estatuas, piedras talladas y obras maestras artísticas. Entre estas estatuas se encuentran algunas de las más valiosas de la antigua China - Estatua de cerámica de Buda Sentado de la dinastía Han Oriental (25-220), Estatua de cerámica de Buda de la dinastía Wu oriental (229-280), Estatua de piedra de Buda de la dinastía Tang (618-907), y Estatua de acero fundido de Guanyin.
El escritor taiwanés Li Ao, que publicó una novela, Martyrs' Shrine: The Story of the Reform Movement of 1898 in China, que trata sobre el comienzo y el fracaso de la Reforma de los Cien Días a finales de la dinastía Qing. Ganó la nominación del Premio Nobel de Literatura.